# 山口千秋
山口 千秋（やまぐち ちあき、1949年12月25日 - ）は、日本の実業家。豊田自動織機代表取締役副社長や、東和不動産代表取締役社長を経て、名古屋フィルハーモニー交響楽団理事長。

## 人物・経歴
東京大学文学部卒業、トヨタ自動車販売（現トヨタ自動車）入社。2003年トヨタ自動車常勤監査役。2011年豊田自動織機専務取締役。2012年豊田自動織機代表取締役副社長。2014年イビデン取締役。2015年から東和不動産代表取締役社長及び中日本興業取締役、名古屋フィルハーモニー交響楽団理事長を務め、2016年にはシンフォニー豊田ビルの竣工式を行った。また、2018年には東和不動産内に事業開発部を開設するなどトヨタグループの不動産の有効活動の支援にあたった。2018年トヨタ自動車嘱託、藤和不動産顧問、中日本高速道路監査役。2019年東和不動産嘱託。名古屋駅地区街づくり協議会会長等も歴任した。